# 김하나 (가수)
김하나(본명: 김한나, 1980년 3월 16일 ~ )는 대한민국의 가수 겸 작사가로 활약한 전력이 있는 뮤지컬 배우이며 여성 3인조 댄스 팝 음악 그룹 전 "클레오"의 구성원이다.

## 생애
1998년 혼성 3인조 댄스 팝 음악 그룹 "클릭"의 홍일점 구성원으로 가수 첫 데뷔하였고 이듬해 1999년부터 여성 3인조 댄스 팝 음악 그룹 "클레오"의 구성원으로 활약하였으며 2004년 뮤지컬 배우 데뷔하였고 2012년 KBS 2TV 텔레비전 드라마 《빅》의 OST 음반에 참여하여 솔로 가수로 복귀하였다.

## 학력
- 경기여자고등학교 (졸업)
- 국민대학교 연극영화학과 (졸업)

## 출연작

### 뮤지컬
- 2004년 《아가씨와 건달들》 ... 미스 애들레이드 역(여자 주연)
- 2006년 《시카고》 ... 록시 하트(여자 주연)